# Cayeuxina
Cayeuxina es un género de foraminífero bentónico de estatus incierto, aunque considerado perteneciente a la familia Endothyridae, de la superfamilia Endothyroidea, del suborden Fusulinina y del orden Fusulinida. Su especie tipo es Cayeuxina precambria. Su rango cronoestratigráfico abarca el Proterozoico superior.

## Discusión
Clasificaciones más recientes hubiesen incluido Cayeuxina en el suborden Endothyrina, del orden Endothyrida, de la subclase Fusulinana de la clase Fusulinata.

## Clasificación
Cayeuxina incluía a la siguiente especie:
- Cayeuxina precambria †